# کلسیم بی‌سولفات
کلسیم بی‌سولفات (به انگلیسی: Calcium bisulfite) با فرمول شیمیایی Ca(HSO۳)۲ یک ترکیب شیمیایی با شناسه پاب‌کم ۲۶۲۶۸ است. که جرم مولی آن ۲۰۲٫۲۲ g/mol می‌باشد. 